# Nolina greenei
Espèce
Nolina greenei est une espèce végétale de la famille des Asparagaceae. Elle vit aux États-Unis, dans les états du Colorado, du Nouveau-Mexique et de l'Oklahoma. Elle pousse sur les sols rocailleux, calcaires ou volcaniques, entre 1200 et 1900 m d'altitude. 

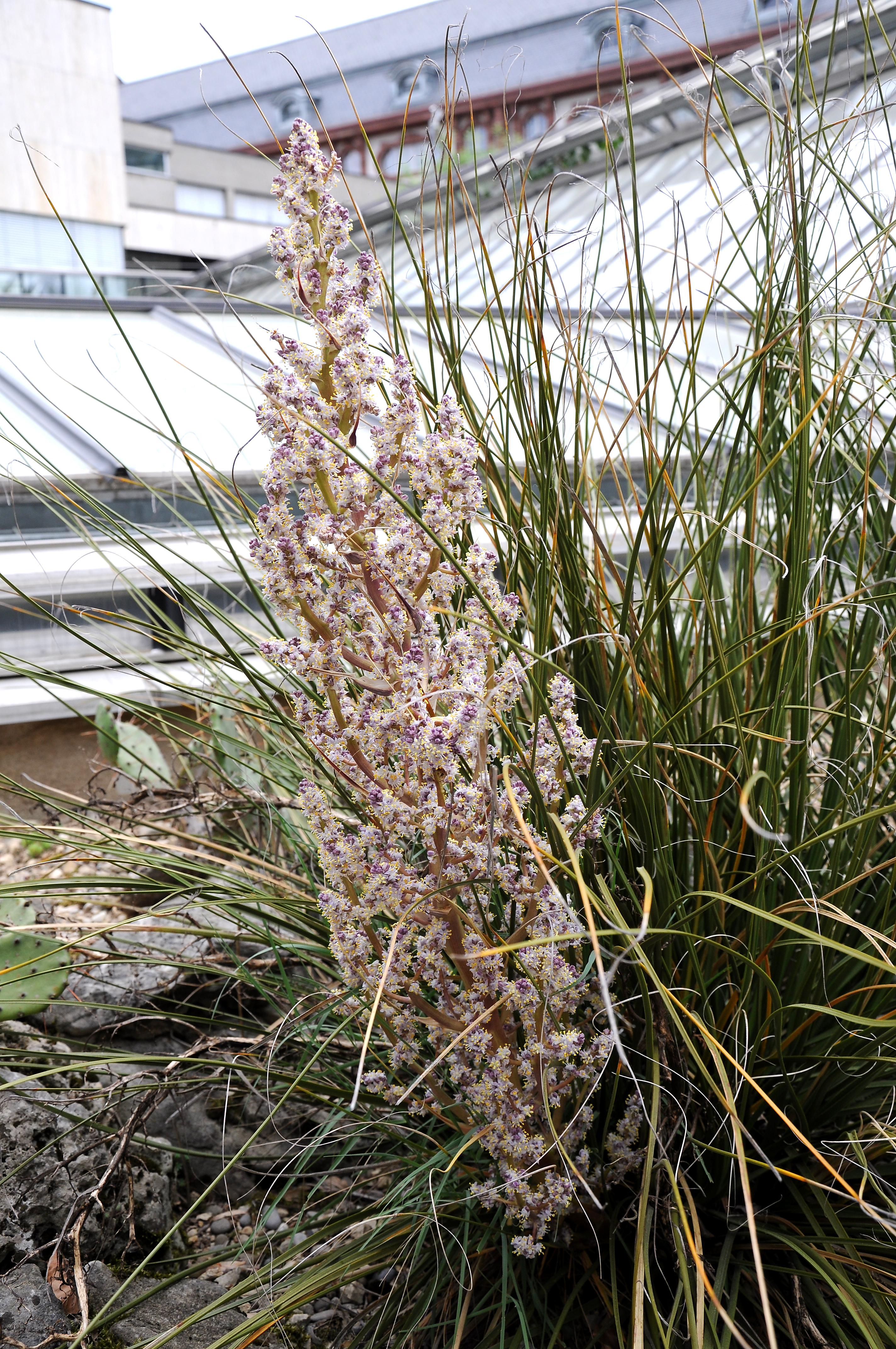
Inflorescence de Nolina greenei